# Kündigungserklärung (deutsches Arbeitsrecht)
Die Kündigungserklärung ist im deutschen Arbeitsrecht eine einseitige empfangsbedürftige Willenserklärung, durch die ein Arbeitsverhältnis gekündigt werden soll.
Der Begriff der „Kündigung“ wird vielfach verkürzt im Sinne von „Kündigungserklärung“ verwendet. Wird bewusst der Ausdruck „Kündigungserklärung“ verwendet, soll zumeist das Ob und die Wirksamkeit der Kündigung als Willenserklärung thematisiert werden.

## Abgrenzungen
Eine Kündigungserklärung ist abzugrenzen von anderen Formen der Beendigung des Arbeitsverhältnisses. Der Unterschied zu einvernehmlichen Beendigungen (z. B. Aufhebungsvertrag) ist offensichtlich. Die Abgrenzung zu einseitigen Beendigungsformen ist mitunter schwieriger. In Betracht zu ziehen sind der Widerruf, die Anfechtung oder der Rücktritt.
Im (deutschen) Arbeitsrecht ist eine Kündigungserklärung von der bloßen Freistellung von der Arbeitspflicht sowie von der Nichtverlängerungsanzeige (bei einem befristeten oder auflösend bedingten Arbeitsverhältnis) zu unterscheiden. Die Kündigungserklärung ist von der tatsächlichen (meist späteren) Beendigung des Arbeitsverhältnisses zu unterscheiden. Der Europäische Gerichtshof hat vorgegeben, dass „Entlassung“ in § 17 Abs. 1 Kündigungsschutzgesetz (KSchG) als Kündigungserklärung zu verstehen ist.
Eine Kündigungserklärung ist etwas anderes als die Berufung auf die Störung der Geschäftsgrundlage (§ 313 BGB). Im (deutschen) Arbeitsrecht wird § 313 BGB bezüglich der Beendigung von Arbeitsverhältnissen durch die Kündigungsschutzvorschriften verdrängt.

## Das Ob einer Kündigungserklärung
Im Fall einer Kündigung muss der Kündigende erklären, dass er das Vertragsverhältnis durch seine Erklärung einseitig beenden will. Das Wort „Kündigung“ braucht dabei nicht zu fallen. Das, was der Erklärende will, kann auch durch Auslegung ermittelt werden. „Entscheidend ist, dass der Kündigende eindeutig seinen Willen kundgibt, das Arbeitsverhältnis einseitig lösen zu wollen ... Bei der Auslegung ist nicht nur auf den Wortlaut abzustellen, sondern es sind alle Begleitumstände zu würdigen, die für die Frage, welchen Willen der Erklärende bei Abgabe seiner Erklärung gehabt hat, von Bedeutung sein können und dem Erklärungsempfänger bekannt waren.“ „Eine Kündigung muß deutlich und zweifelsfrei erklärt werden“.
Die folgenden Beispiele aus dem Arbeitsrecht sind im Zweifel entsprechend auf andere Rechtsgebiete übertragbar:
- Die Mitteilung durch den Arbeitgeber, der Arbeitnehmer habe die Arbeit zu einem bestimmten Zeitpunkt eingestellt und deswegen betrachte er das Arbeitsverhältnis zu diesem Zeitpunkt als beendet, beinhaltet keine Kündigung durch den Arbeitgeber.[3]
- Die Mitteilung des Arbeitgebers an den befristet oder auflösend bedingt eingestellten Arbeitnehmer, dass sein Arbeitsverhältnis zu einem bestimmten Zeitpunkt enden werde, ist noch keine Kündigungserklärung.
- Die Androhung einer Kündigung ist noch nicht die Erklärung einer Kündigung.
- Die Bestätigung einer Kündigung kann eine selbständige Kündigungserklärung sein.[4]
  - Bestätigt der Arbeitgeber einem Arbeitnehmer dessen angeblich ausgesprochene Kündigung, liegt darin in der Regel keine eigene Kündigung des Arbeitgebers.[5]
  - Bestätigt der Arbeitgeber schriftlich eine zuvor mündlich bereits erklärte Kündigung, so soll dies in der Regel keine eigenständige Kündigungserklärung sein. Dies ist aber eine Frage des Einzelfalls. In der Bestätigung kann eine – im Hinblick auf ein/das Schriftformerfordernis notwendige – vorsorgliche weitere Kündigungserklärung enthalten sein.
- Bescheinigt der Arbeitgeber in der später erstellten Bescheinigung für die Agentur für Arbeit, das Arbeitsverhältnis habe durch Kündigung des Arbeitnehmers geendet, liegt darin ebenfalls keine Kündigungserklärung.[6]
- Der bloße Hinweis darauf, dass man eine schriftliche Kündigung abgesandt habe, ist in der Regel keine eigenständige Kündigung.[7]

Oft besteht Streit darüber, ob mündlich eine Kündigung ausgesprochen wurde.
Beispiel: Es gibt zwischen einem Arbeitnehmer und einem Arbeitgeber einen Wortwechsel. Der Arbeitnehmer sagt „Ich gehe“ und verlässt den Betrieb.
a) Er packt alle seine Sachen und geht mit diesen.
b) Er lässt seine Sachen im Büro
c) usw.
Besteht ein gesetzlicher Schriftformzwang, können diese Fragen oftmals offen gelassen werden: eine etwaige Eigenkündigung wäre jedenfalls formnichtig.
Ein Schriftformzwang löst jedoch nicht alle Auslegungsprobleme.
Beispiel: Der Arbeitgeber behauptet, dass der Arbeitnehmer eine Eigenkündigung ausgesprochen habe. Diese sei zwar unwirksam, jedoch habe der Arbeitnehmer seine Arbeitsleistung nicht mehr angeboten und könne daher keine Arbeitsvergütung für die Zeit nach der unwirksamen Eigenkündigung verlangen. Der Arbeitnehmer ist in unklaren Fällen daher gut beraten, alsbald seine Arbeitswilligkeit zu bekunden und dem Arbeitgeber ein ordnungsgemäßes Arbeitsangebot zu machen, so dass er im Falle der Weiterbeschäftigung einen Anspruch aus Annahmeverzug hat.

## Arten einer Kündigung
In der deutschen Rechtswissenschaft werden verschiedene Arten und Typen von Kündigungen unterschieden. In den einzelnen Rechtsgebieten mögen unterschiedliche Typologien oder Terminologien bestehen.

### Außerordentliche Kündigung – ordentliche Kündigung
Es wird zwischen außerordentlichen Kündigungen und ordentlichen Kündigungen unterschieden.
Die außerordentliche Kündigung wird vielfach als fristlose, die ordentliche Kündigung als befristete Kündigung definiert. Eine befristete Kündigung ist dabei eine Kündigung, die erst nach Ablauf einer Frist („Kündigungsfrist“) wirksam werden soll.
Dies ist allerdings nur im Regelfall so. Begrifflich ist dies falsch und gefährlich.
Die Unterscheidung zwischen der außerordentlichen und der ordentlichen Kündigung ist eine andere als die zwischen fristloser und befristeter Kündigung: eine außerordentliche Kündigung erfolgt nur in der Regel, jedoch nicht zwingend fristlos. Sie kann auch als außerordentliche Kündigung „mit sozialer Ausschlussfrist“ ausgesprochen werden. So ist im Fall eines ordentlich unkündbaren Arbeitnehmers nur eine außerordentliche Kündigung zulässig. Diese mag bei einem Diebstahl fristlos erfolgen. Im Fall einer Krankheit muss sie regelmäßig unter Wahrung einer „sozialen Auslauffrist“, d. h. unter Wahrung einer Frist, die bei Ausspruch einer ordentlichen Kündigung zu beachten wäre, erfolgen.
Es dürfte richtiger sein, die außerordentliche Kündigung als eine Kündigung zu definieren, bei der sich der Kündigende auf einen wichtigen Grund beruft und die bei Vorliegen eines wichtigen Grundes bestehenden besonderen Rechte erkennbar für sich in Anspruch nehmen will. (Auch wenn ein wichtiger Grund vorliegt (z. B. Diebstahl), so kann der Arbeitgeber einen Dieb auch ordentlich kündigen.) Ein wichtiger Grund braucht nicht objektiv vorliegen. Der Kündigende braucht sich nur eines wichtigen Grundes berühmen (Beispiel: Der Arbeitgeber kündigt dem unschuldigen Dieb A, statt dem Dieb B.). Eine außerordentliche Kündigung ist also eine Kündigung aus behauptetem wichtigem Grund als wichtigem Grund. In diesem Sinne ist eine außerordentliche auch kürzer eine in der Regel fristlose Kündigung aus wichtigem Grund.
Entsprechend ist eine ordentliche Kündigung nicht eine befristete Kündigung, sondern eine Kündigung, die nicht erkennbar aus wichtigem Grund als wichtigem Grund ausgesprochen wird. Eine außerordentliche Kündigung wird nicht dadurch zu einer ordnungsgemäßen Kündigung. dass sie befristet erfolgt. Eine Kündigung wird nicht dadurch zu einer außerordentlichen, dass sie in der Probezeit erfolgt und die Kündigungsfrist recht kurz ist.
Eine unklare Terminologie ist für den Kündigenden gefährlich, wenn ihm nur eine bestimmte Kündigungsart erlaubt ist und bei falscher Bezeichnung die Kündigung schon aus diesem Grunde unwirksam sein kann.
Die ordentliche Kündigung ist die Regel, die außerordentliche Kündigung die Ausnahme. Will jemand seinem Vertragspartner außerordentlich kündigen, so muss er dies diesem auch deutlich machen. Ansonsten erklärt er die Kündigung nur als ordentliche. Die Kündigungsart kann sich auch aus den Umständen ergeben. Das Wort „fristlos“ reicht für die Kennzeichnung einer außerordentlichen Kündigung aus.
Bleibt unklar, welche Kündigungsart gewählt wurde, kann die Kündigungserklärung nur als ordentliche ausgelegt werden. Gerade im Fall der außerordentlichen Kündigung mit sozialer Ausschlussfrist muss klar sein, dass die Kündigung als außerordentliche erklärt werden soll.

### Sonstige Arten von Kündigungen im Arbeitsrecht
Im Arbeitsrecht unterscheidet man bestimmte weitere Arten von Kündigungen.

#### Beendigungskündigung – Änderungskündigung
Im deutschen Arbeitsrecht wird zwischen einer Beendigungskündigung und einer Änderungskündigung unterschieden. Für ordentliche Kündigungen, die dem KSchG unterfallen, ist die Beendigungskündigung in § 1 KSchG, die Änderungskündigung in § 2 KSchG geregelt.
Eine Beendigungskündigung ist auf eine endgültige Beendigung des Arbeitsverhältnisses gerichtet. Eine Änderungskündigung ist – jedenfalls äußerlich – primär auf eine Fortsetzung des Arbeitsverhältnisses unter Änderung der Arbeitsbedingungen gerichtet. Dazu wird gegenüber dem Arbeitnehmer eine Kündigung erklärt und zugleich das Angebot der Fortsetzung des Arbeitsverhältnisses unter geänderten Arbeitsbedingungen gemacht. Eine Änderungskündigung ist – nach herrschender Meinung – gem. § 2 Satz 1 KSchG ein aus zwei Willenserklärungen zusammengesetztes Rechtsgeschäft. Zur Kündigung kommt als zweites Element das Angebot zur Fortsetzung des Arbeitsverhältnisses zu geänderten Bedingungen hinzu.
Siehe auch: Änderungskündigung.

#### Betriebsbedingte – verhaltensbedingte – personenbedingte Kündigung
Das KSchG verlangt in seinem Anwendungsbereich für die Wirksamkeit ordentlicher Kündigungen eine „soziale Rechtfertigung“ (§ 1 Abs. 1 KSchG). Nach § 1 Abs. 2 Satz 1 KSchG ist eine Kündigung sozial ungerechtfertigt, „wenn sie nicht durch Gründe, die in der Person oder in dem Verhalten des Arbeitnehmers liegen, oder durch dringende betriebliche Erfordernisse die einer Weiterbeschäftigung des Arbeitnehmers entgegenstehen, bedingt ist“. In Anlehnung daran spricht man von einer personenbedingten, verhaltensbedingten oder betriebsbedingten Kündigung.

#### Druckkündigung
Von einer Druckkündigung spricht man, wenn Dritte (Kollegen, Kunden, Medien etc.) unter Androhung von Nachteilen für den Arbeitgeber die Entlassung eines Arbeitnehmers verlangen. Man unterscheidet die „unechte Druckkündigung“ von einer „echten Druckkündigung“.
Eine unechte Druckkündigung ist eine (vermeintlich) objektiv gerechtfertigte personen- oder verhaltensbedingte Kündigung, die der Arbeitgeber auf Druck Dritter ausspricht. Ihre Wirksamkeit hängt unter anderem von dem objektiven Vorliegen eines personen- oder verhaltensbedingten Kündigungsgrundes ab.
Eine echte Druckkündigung liegt vor, wenn keine objektive Rechtfertigung der Drohung besteht, der Arbeitgeber aber auf Grund der angedrohten Nachteile dem Druck nachgibt. Dies wird dann als möglicher Sonderfall einer betriebsbedingten Kündigung behandelt.

#### Eigenkündigung
Von einer "Eigenkündigung" spricht man, wenn der Arbeitnehmer selbst kündigt. Dies kann in Form einer ordentlichen oder außerordentlichen Eigenkündigung geschehen, d. h. unter Einhaltung der ordentlichen Kündigungsfrist oder fristlos. Auch für die Eigenkündigung besteht ein Schriftformzwang (siehe oben). Ein unberechtigte fristlose Eigenkündigung kann zu Schadensersatzansprüchen des Arbeitgebers führen. Diese sind meistens aber schwer durchzusetzen. Im Fall einer berechtigten fristlosen Kündigung (etwa, weil der Arbeitgeber trotz (nachweisbarer) Mahnung nicht unerheblich mit der Zahlung der Arbeitsvergütung in Verzug ist), kann der Arbeitnehmer nach § 628 BGB Schadensersatzansprüche gegenüber dem Arbeitgeber haben.
Eine einmal ausgesprochene Eigenkündigung ist unwiderruflich. Eine Eigenkündigung ist unwirksam, wenn der Arbeitnehmer bei Ausspruch der Erklärung nicht geschäftsfähig war oder die Schriftform nicht einhält. Eine außerordentliche Eigenkündigung, wenn kein wichtiger Grund im Sinne des § 626 Abs. 1 BGB vorlag. In der Praxis steht die Anfechtung im Vordergrund: der Arbeitgeber droht mit etwas, um den Arbeitnehmer zu einer Eigenkündigung zu veranlassen. Im Fall einer widerrechtlichen Drohung ist eine Eigenkündigung anfechtbar, d. h. kann durch eine fristgebundene Anfechtungserklärung beseitigt werden.
Prozessual muss und kann die Unwirksamkeit einer Eigenkündigung nicht durch eine fristgebundende Kündigungsschutzklage gemäß § 4 KSchG, sondern durch einen "allgemeinen Feststellungsantrag" nach § 256 ZPO geltend gemacht werden. Dies zeitlich bis zur Grenze der Prozessverwirkung.
Wenn der Arbeitnehmer nicht "schon etwas Anderes hat", so führt der Ausspruch einer Eigenkündigung im Zweifel beim Arbeitslosengeld zur Verhängung einer Sperrfrist durch die Bundesagentur für Arbeit. Vor einer Eigenkündigung sollte man daher auf jeden Fall Rechtsrat einholen.

#### Krankheitsbedingte Kündigung
Eine krankheitsbedingte Kündigung ist eine Kündigung wegen einer Krankheit, genauer wegen der zukünftig zu erwartenden Belastungen des Arbeitsverhältnisses durch weitere zukünftige krankheitsbedingte Belastungen, insbesondere Arbeitsunfähigkeitszeiten. Eine ordentliche krankheitsbedingte Kündigung ist der Hauptfall einer personenbedingten Kündigung i. S. d. § 1 Absatz 2 Satz 1 KSchG.

#### Massenkündigungen („Massenentlassung“)
Eine Massenkündigung ist eine Kündigung im Rahmen nach §§ 17 ff. KSchG „anzeigepflichtiger Entlassungen“.

#### Probezeitkündigung
Eine Probezeitkündigung ist untechnisch eine Kündigung innerhalb der „Probezeit“ eines Arbeitnehmers. Genauer ist sie eine Kündigung während der sechsmonatigen Wartezeit gemäß § 1 Abs. 1 KSchG. Noch genauer und im technischen Sinne ist sie eine ordentliche Kündigung während der Wartezeit des § 1 Abs. 1 KSchG, für die eine verkürzte Probezeitkündigungsfrist gilt.

#### Teilkündigung
Eine Teilkündigung ist eine Willenserklärung, mit der der Kündigende einzelne Vertragsbedingungen gegen den Willen der anderen Vertragspartei einseitig ändern will. Von der Kündigung unterscheidet sich die Teilkündigung dadurch, dass die Kündigung das Arbeitsverhältnis in seinem ganzen Bestand erfasst, während die Teilkündigung unter Aufrechterhaltung des Arbeitsverhältnisses im Übrigen nur einzelne Rechte und Pflichten aus dem Arbeitsverhältnis beseitigen soll.
Eine Teilkündigung ist grundsätzlich unzulässig. Ein vereinbartes Recht zu einer Teilkündigung kann im Einzelfall als Vereinbarung eines Widerrufs- oder Änderungsvorbehalts anzusehen sein. Ein solcher kann – unter anderem – nach § 307 Abs. 1 Satz 1 BGB (unangemessene Klausel) unwirksam sein.

#### Verdachtskündigung
Von einer Verdachtskündigung spricht man, wenn eine Kündigung auf Grund des bloßen Verdachts und nicht (nur) auf Grund des Vorliegens der Tat einer Pflichtverletzung erfolgt. Sie gilt als Sonderfall einer verhaltensbedingten Kündigung und hat spezifische Wirksamkeitsvoraussetzungen.

#### Wiederholungskündigung, Trotzkündigung
Eine Wiederholungskündigung liegt nur vor, wenn vor rechtskräftiger Feststellung der Unwirksamkeit einer Kündigung aus denselben Gründen eine weitere Kündigung ausgesprochen wird.
Eine Wiederholungskündigung in diesem Sinne ist auf Grund der Präjudizialität der vorgehenden Entscheidung unwirksam.

## Wirksamkeit einer Kündigungserklärung als Willenserklärung
Hier geht es nur um die Unwirksamkeitsgründe einer Kündigung als Kündigungserklärung, d. h. als Willenserklärung. Diese greifen auch dann, wenn kein allgemeiner oder besonderer Kündigungsschutz besteht. Sie sind also bei jeder Kündigung zu beachten. Im Vordergrund steht die Wirksamkeit einer Arbeitgeberkündigung.
Zu sonstigen Unwirksamkeitsgründen:

Liegt eine Kündigungserklärung überhaupt vor (siehe oben), so muss auch bei Nichtbestehen eines allgemeinen oder besonderen Kündigungsschutzes die Wirksamkeit einer Arbeitgeberkündigung innerhalb einer Klagefrist von 3 Wochen (§§ 4, 13 KSchG) gerichtlich angegriffen werden. Ansonsten wird die Wirksamkeit der Kündigung bezüglich der meisten Unwirksamkeitsgründe fingiert.

### Kündigung durch einen Nicht-(mehr)-Arbeitgeber
Kündigungsbefugt ist allein der Vertragsarbeitgeber. Ein Dritter, der nicht oder nicht mehr Arbeitgeber ist, kann keine wirksame Kündigung im eigenen Namen aussprechen.
- Beispiel: Durch einen Betriebsübergang geht ein Arbeitsverhältnis gesetzlich auf den Betriebserwerber über, wenn der Arbeitnehmer nicht widerspricht (§ 613a BGB). Kündigt der bisherige Arbeitgeber erst nachdem der Betriebsübergang schon stattgefunden hat, so geht die Kündigung ins Leere.

### Zugang der Kündigung (§130 BGB)
Die Kündigung ist eine empfangsbedürftige Willenserklärung und bedarf nach § 130 BGB zu ihrer Wirksamkeit des Zugangs.

### Wahrung der Schriftform (§623 BGB)
Die Beendigung von Arbeitsverhältnissen durch eine Kündigung seitens des Arbeitgebers oder des Arbeitnehmers bedarf der gesetzlichen Schriftform im Sinne des § 126 BGB. Die elektronische Form i. S. d. § 126a BGB ist ausgeschlossen (§ 623 letzter Hs. BGB). Die Nichteinhaltung der Schriftform führt zur Formnichtigkeit der Kündigung (§ 125 BGB).

### Schriftlicher Begründungszwang (§22 Abs.3 BBiG, §9 MuSchG)
(Nur) In den Sonderfällen der Kündigung eines Auszubildenden (§ 22 Abs. 3 BBiG) und im Fall der Kündigung einer Schwangeren beziehungsweise jungen Mutter (§ 17 Abs. 2 Satz 2 MuSchG) bedarf es kraft Gesetz einer schriftlichen Begründung des Kündigungsgrundes.

### Bedingungsfeindlichkeit der Kündigungserklärung
Kündigungen sind bedingungsfeindlich. Bedingte Kündigungen sind unwirksam. Ausgenommen sind Rechtsbedingungen:
- "hilfsweise" oder "vorsorglich" erklärte Kündigung:

"Auch eine „hilfsweise“ oder „vorsorglich“ erklärte Kündigung drückt den Willen des Arbeitgebers aus, das Arbeitsverhältnis zu beenden. Der Zusatz „hilfsweise“ oder „vorsorglich“ macht lediglich deutlich, dass der Arbeitgeber sich in erster Linie auf einen anderen Beendigungstatbestand beruft, auf dessen Rechtswirkungen er nicht verzichten will .... Die „hilfsweise“ oder „vorsorglich“ erklärte Kündigung steht unter einer - zulässigen ... - auflösenden Rechtsbedingung iSv. § 158 Abs. 2 BGB. Ihre Wirkung endigt, wenn feststeht, dass das Arbeitsverhältnis bereits zu einem früheren Zeitpunkt aufgelöst worden ist".
- "für den Fall eines Betriebsüberganges":

Entsprechend ist eine Kündigung "für den Fall, dass kein Betriebsübergang vorliegt" als vorsorgliche Kündigung oder auch als Ausdruck einer Rechtsbedingung "unproblematisch".

### Bestimmtheit der Kündigungserklärung
Eine Kündigungserklärung "muss als empfangsbedürftige Willenserklärung so bestimmt sein, dass der Empfänger Klarheit über die Absichten des Kündigenden erhält.". Dies betrifft insbesondere die Frage, als was die Kündigung erklärt wird (Kündigungsart) und zu wann gekündigt werden soll (Kündigungsfrist und Kündigungstermin).
Ob eine Kündigungserklärung hinreichend bestimmt ist, ist durch Auslegung zu ermitteln. „Bei der Auslegung einer Willenserklärung ist nicht allein auf ihren Wortlaut abzustellen. Zu würdigen sind alle Begleitumstände, die dem Erklärungsempfänger bekannt waren und die für die Frage erheblich sein können, welchen Willen der Erklärende bei Abgabe der Erklärung hatte“. Maßgeblich sind dabei die Verhältnisse im Zeitpunkt des Zugangs der Kündigung.

#### Kündigungstermin
"Das Erfordernis der Bestimmtheit einer ordentlichen Kündigung verlangt vom Kündigenden nicht, den Beendigungstermin als konkretes kalendarisches Datum ausdrücklich anzugeben. Es reicht aus, wenn der gewollte Beendigungstermin für den Kündigungsempfänger zweifelsfrei bestimmbar ist".
Kündigung zum "nächstmöglichen Termin"
Das BAG stellt unterschiedliche Anforderungen an die Erkennbarkeit des gewollten Kündigungstermins. Handelt es sich um eine "isolierte" ordentliche Kündigung, muss der Kündigungstermin für den Empfänger "ohne Schwierigkeiten" ermittelbar sein. Erfolgt eine ordentliche Kündigung vorsorglich hilfsweise zusammen mit einer außerordentlichen fristlosen Kündigung entfällt dieses Erfordernis:
isolierte ordentliche Kündigung:
"Auch eine Kündigung „zum nächstzulässigen Termin“ ist hinreichend bestimmt, wenn dem Erklärungsempfänger die Dauer der Kündigungsfrist bekannt oder für ihn bestimmbar ist (....). Sie ist typischerweise dahin zu verstehen, dass der Kündigende die Auflösung des Arbeitsverhältnisses zu dem Zeitpunkt erreichen will, der sich bei Anwendung der einschlägigen gesetzlichen, tarifvertraglichen und/oder vertraglichen Regelungen als rechtlich frühestmöglicher Beendigungstermin ergibt (...). Der vom Erklärenden gewollte Beendigungstermin ist damit objektiv eindeutig bestimmbar. Dies ist jedenfalls dann ausreichend, wenn die rechtlich zutreffende Frist für den Kündigungsadressaten leicht feststellbar ist und nicht umfassende tatsächliche Ermittlungen oder die Beantwortung schwieriger Rechtsfragen erfordert"
vorsorgliche ordentliche Kündigung i. V. m. einer fristlosen Kündigung:
Die Kündigungsfrist einer ordentlichen Kündigung muss für den Kündigungsempfänger (d. h. in der Regel für den Arbeitnehmer) nicht "ohne Schwierigkeiten" erkennbar sein, wenn die ordentliche Kündigung zusammen mit einer außerordentlichen Kündigung hilfsweise für den Fall der Unwirksamkeit der außerordentlichen Kündigung ausgesprochen wird.
Alternative Kündigungstermine
"Eine Kündigung ist nicht hinreichend bestimmt, wenn in der Erklärung mehrere Termine für die Beendigung des Arbeitsverhältnisses genannt werden und für den Erklärungsempfänger nicht erkennbar ist, welcher Termin gelten soll"

#### Kündigungsart
Der Kündigende muss klar erkennen lassen, ob er eine außerordentliche oder eine ordentliche Kündigung aussprechen will. Ist nicht erkennbar, dass eine Kündigung als außerordentliche Kündigung ausgesprochen werden soll, ist von einer ordentlichen Kündigung auszugehen.
In der Praxis kommt es mitunter zur Verwirrung, weil es auch die Sonderformen der "ordentlichen fristlosen Kündigung" und der "außerordentlichen Kündigung mit sozialer Auslauffrist (d. h. in der Regel mit ordentlicher Kündigungsfrist)" gibt und insbesondere letztere keine ordentliche Kündigung ist.

### Stellvertretung
Stellvertretung liegt vor, wenn ein Dritter im Namen des Arbeitgebers zu kündigen versucht.
Dabei können unter anderem folgende Unwirksamkeitsgründe auftreten:
(1) das Handeln im fremden Namen erfolgt für einen Falschen, der nicht Arbeitgeber ist;
(2) die Kündigung erfolgt ohne Vertretungsmacht (§ 180 Satz 1 BGB) und wird auch nicht nachträglich genehmigt (§ 177 BGB);
(3) die Kündigung erfolgt ohne Vertretungsmacht und durch unverzügliche Zurückweisung der Kündigung mangels Vollmacht ist eine Genehmigung nicht mehr zulässig (§ 180 Satz 2 BGB);
(4) die Kündigung erfolgt ohne Vorlage der Vollmachtsurkunde und auch ohne Inkenntnissetzung der Bevollmächtigung und die Kündigung wird unverzüglich wegen Nichtvorlage der Vertretungsmachtsurkunde zurückgewiesen (§ 174 BGB). Dann ist die Kündigung unwirksam, auch wenn bei Ausspruch der Kündigung eine Vollmacht vorlag, und eine nachträgliche Genehmigung ist nicht mehr möglich.

#### Kein Handeln im Namen des Kündigungsberechtigten
Eine Kündigungserklärung im Namen des Arbeitgebers ist unwirksam, wenn dies für den Arbeitnehmer nicht deutlich wird:
- Beispiel: Der Arbeitnehmer arbeitet für ein Konzernunternehmen A. Gekündigt wird durch das Konzernunternehmen B. Das Unternehmen B kann als Stellvertreter des Unternehmens B in dessen Namen kündigen. Wird das aber nicht deutlich und kündigt das Unternehmen B „im eigenen Namen“, hat ein Nicht-Arbeitgeber gekündigt.

#### Zurückweisung der Kündigung wegen mangelnder Vertretungsmacht (§180 Satz2 BGB)
Bei einer Kündigung als einseitigem Rechtsgeschäft ist nach § 180 Satz 1 BGB eine Vertretung ohne Vertretungsmacht unzulässig.
Dies gilt nach § 180 Satz 2 BGB jedoch dann nicht, wenn der Erklärungsempfänger das Fehlen einer Vertretungsmacht bei Ausspruch der Kündigung beanstandet hat oder mit der Vertretung ohne Vertretungsmacht einverstanden war. Erfolgt keine Beanstandung, finden gemäß § 180 Satz 2 BGB die Vorschriften über Verträge entsprechende Anwendung. Das bedeutet u. a., dass das Rechtsgeschäft nach § 177 Abs. 1 BGB genehmigt werden kann. Die Kündigungserklärung ist im Fall des § 180 Satz 2, § 177 Abs. 1 BGB schwebend unwirksam und genehmigungsfähig.
Die Beanstandung nach § 180 Satz 2 BGB ist etwas anderes als die Rüge der fehlenden Vorlage fehlender Vollmachtsurkunde nach § 174 BGB. Was beanstandet bzw. gerügt wird, ist ausreichend deutlich zu machen.
Die Beanstandung muss unverzüglich (§ 121 BGB) erfolgen.
Eine Genehmigung kann auch konkludent erfolgen. Etwa dadurch, dass der Arbeitgeber im Kündigungsschutzprozess eine Kündigungsbefugnis der kündigenden Person behauptet.
Eine Genehmigung hat grundsätzlich rückwirkende Wirkung (§ 184 Abs. 1 BGB). Bei einer außerordentlichen Kündigung nach § 626 Abs. 1 BGB ist jedoch eine Genehmigung nur innerhalb der zweiwöchigen Ausschlussfrist des § 626 Abs. 2 BGB wirksam.

#### Zurückweisung der Kündigung wegen Nichtvorlage einer Vollmachtsurkunde (§174 BGB)
Wird eine Kündigung durch einen rechtsgeschäftlichen Vertreter (Gegensatz: Organvertreter, z. B. GmbH-Geschäftsführer) erklärt und ist dessen Vertretungsmacht dem Erklärungsempfänger nicht ausdrücklich oder nach den Umständen (z. B. auf Grund der Position) „konkludent“ im Sine des § 174 Satz 2 BGB bekannt gemacht, ist die Kündigungserklärung unwirksam, wenn die Kündigungserklärung „aus diesem Grund“ (!) „unverzüglich“ zurückgewiesen wird.

## Kündigungsfristen
Die Kündigungsfrist ist die Zeit zwischen dem Zugang einer Kündigungserklärung und dem Zeitpunkt der Beendigung des Arbeitsverhältnisses. Zu unterscheiden ist die vom Erklärenden subjektiv beabsichtigte Kündigungsfrist und die objektiv geltende Kündigungsfrist.
„Die Beendigung des Arbeitsverhältnisses zwingt den Arbeitnehmer in der Regel dazu, einen neuen Arbeitsplatz zu suchen und sich auf neue Arbeitsbedingungen einzustellen. Ob er einen neuen Arbeitsplatz mit möglichst gleichem Verdienst und gleichwertigen Bedingungen findet, hängt bei typisierender Betrachtung auch davon ab, wie viel Zeit ihm für die Arbeitsplatzsuche zur Verfügung steht. Dem sollen die Kündigungsfristen Rechnung tragen und den Übergang zu einer neuen Stelle erleichtern“.
Eine ordentliche Kündigung muss die gesetzlichen Mindestkündigungsfristen und gegebenenfalls die tarifvertraglichen oder arbeitsvertraglichen Kündigungsfristen einhalten.
Im Regelfall führt eine falsch gewählte Kündigungsfrist oder die Nichtangabe einer Kündigungsfrist („Ich kündige!“) lediglich dazu, dass eine ansonsten wirksame, ordentliche Kündigung zum richtigen, nächstmöglichen Kündigungstermin wirksam wird.
Die außerordentliche fristlose Kündigung (§ 626 BGB) ist eine Kündigung aus wichtigem Grund, die ohne Einhaltung einer Kündigungsfrist ausgesprochen wird. Eine Sonderform ist die außerordentliche Kündigung mit sozialer Auslauffrist (die in der Regel der ordentlichen Kündigungsfrist entsprechen muss) bei ordentlich unkündbaren Arbeitnehmern im Fall personen- oder betriebsbedingter wichtiger Gründe. Beispiel: Der Arbeitnehmer ist tarifvertraglich ordentlich unkündbar, jedoch dauerkrank. Er kann – unter den Voraussetzungen einer krankheitsbedingten Kündigung – außerordentlich mit sozialer Auslauffrist gekündigt werden.

## Prozessuales

### Klageart
Ohne gesetzliche Spezialregelung ist die Unwirksamkeit einer Kündigungserklärung durch eine allgemeine Feststellungsklage geltend zu machen.
Im Arbeitsrecht besteht nach § 4 KSchG eine Sonderregelung. Nach § 4 Satz 1 KSchG ist im Fall einer Beendigungskündigung der Antrag zu stellen, dass das Arbeitsverhältnis durch die bestimmte Kündigung nicht aufgelöst worden ist. Die Kündigungsschutzklage hat damit einen sogenannten punktueller Streitgegenstand, der sich von dem Streitgegenstand einer allgemeinen Feststellungsklage unterscheidet. Der Klageantrag im Fall einer Änderungskündigung ist in § 4 Satz 2 KSchG geregelt.
Eine Kündigungsschutzklage hat zur Schlüssigkeitsbedingung, dass der Arbeitgeber überhaupt eine Kündigung erklärt hat. Geht der Arbeitnehmer irrigerweise von einer Kündigung aus, so verliert er die Kündigungsschutzklage. In Zweifelsfällen – oder wenn sicher keine Kündigungserklärung vorliegt, der Arbeitgeber jedoch eine solche behauptet, ist zumindest vorsorglich eine allgemeine Feststellungsklage auf Feststellung des ungekündigten Fortbestandes zu erheben. Dann muss der Arbeitgeber diese anerkennen oder einen konkreten Beendigungstatbestand ins Feld führen.

### Darlegungs- und Beweislast
Nach allgemeinen Grundsätzen trägt derjenige die Darlegungs- und Beweislast, der sich auf das Vorliegen oder auf die Wirksamkeit einer Kündigungserklärung als eine für sich günstige Tatsache beruft.